# Apologetika
Az apologetika valamely vallás, eszme vagy tan védelme vagy ajánlása.
A szó a görög apologia főnévből és az apologeoma-i igéből (jelentése szóban védekező, valaminek vagy valakinek a védelmére elmond valamit) ered, úgy a bibliai, mint a köznyelv is sajátos értelemben használja; jelentése: védekezés, önvédelem, hitvédelem/hitigazolás, védőbeszéd (a klasszikus görög jogrendszer technikai kifejezéseiből maradt fenn: a vád kézbesítette az ítéletet (kategoria), amire a vádlott egy apologiával válaszolt; ez egy formális beszédforma volt, amelyben az ellene felhozott vádak megcáfolásával próbálkozott). 
Az apologetikát folytató személyt (pl. a kereszténység védelmezőit, tudósokat, újságírókat) apologétának nevezik. Az apologéták a kereszténységen belül az ókeresztény egyház korai szakaszában élő írók (i. sz. 120–220 közötti) csoportját alkotják, akik a művelt pogányoknak címezték a kereszténységet védő írásaikat.
A kereszténységen kívül az első apologétáknak (egy eszme vagy tan védelmezői szóban vagy írásban) Platón és Szókratész számítottak, de mai meghatározás szerint apologéta minden olyan egyén vagy csoport, amely bevett hagyományokat, dogmákat, politikai elveket, rendszerint támadó, vitázó hangvétellel, támogat, igazol és indokol. Ezek az apologetikus (védő)írások vagy (védő)beszédek valaminek (tanok, elvek) vagy valakinek (államelnökök, vezetők) a dicsőítésére, a védelmére szolgálnak, sokszor objektíven, tárgyilagosan érvelve, máskor tárgyilagos megítélés helyett szubjektív véleményekre alapozva. 
Ebben az értelemben pejoratív értelme is lehet, méghozzá nem is hiába, hiszen számos ország felhasználta az apologetikus propagandát politikájában: Magyarországon az apologetikus kádárista propaganda, míg Romániában a Ceauşescu személyi kultuszát elősegítő apologetikus propaganda vezetett a népek megtévesztéséhez, a közvélemény félretájékoztatásához, a sajtóban dolgozó és a kulturális életben részt vevő értelmiségiek felhasználásának segítségével. 
Ezekben az autoriter időszakokban a sajtó ontotta az apologetikus, vagyis befolyásoló, valóságalapot nélkülöző, de a vezetők, és azok kultuszait, dogmáit legitimáló, támogató írásokat. (Az apologetikus stílust használó újságírók gyakran nem írták alá ilyen jellegű cikkeiket, arra gondolván, hogy az anonimitás megmentheti őket a felelősségtől).
A 17. század óta az olyan elvek, mint a deizmus, az ateizmus, humanizmus, valamint Marx, Freud, Darwin elméletei apologetikus megnyilvánulásra késztetik az egész világot: egyházakat (katolikust és protestánst egyaránt), politikai tereket, a filmvilágot, a médiumokat stb.
A kifejezés lassanként tudományos rendszerré, apologetikává fejlődött.
Vallási értelemben az apologetika – mint hitvédelem – a teológia egyik szakágának számít, amely Isten létének, a teremtésnek, a kereszténység igaz voltának bizonyításával, a tévhitek, tévtanítások megcáfolásával foglalkozik. Arra törekszik, hogy megmutassa: a kiválasztott hit nem irracionális, a vallás pedig értékeket hordoz magában.
A kultúra részeként az apologetika a kor világnézeti és erkölcsi kihívásaival foglalkozik, a tudatos életvitel kialakítására törekszik.